# Landgraviat de Basse-Alsace
Pour les articles homonymes, voir Basse-Alsace.
XIIe siècle – 1680
Entités précédentes :
- Duché de Souabe (comté de Nordgau)

Entités suivantes :
- Royaume de France (province d'Alsace)

Le landgraviat de Basse-Alsace (en allemand : Landgrafschaft Unterelsass, en latin :  Landgraviatus Alsatiae inferioris) est une ancienne subdivision territoriale et politique du Saint-Empire romain germanique pour représenter le pouvoir impérial dans le nord de la plaine d'Alsace.
Initié au début du XIIe siècle par l’empereur Lothaire de Supplinbourg pour diminuer l'influence de la famille des Hohenstaufen dans la région, le landgraviat est mentionné en 1138. Il remplace le comté de Nordgau pour organiser les différentes seigneuries et cités-États situées en Basse-Alsace. Son administration est d’abord confiée à la famille des Hunebourg, ensuite aux comtes de Werd et leurs successeurs puis à la principauté épiscopale de Strasbourg en 1375.
En Basse-Alsace, le titre de landgrave est attesté en 1138,. Les Hunebourg le tiennent jusqu'en 1175,. En 1192, Henri VI le détient. Vers 1196, il le confère aux comtes de Verde qui, après 1332, le vendent aux comtes d'Oettingen. Le 25 janvier 1359, ceux-ci le vendent à Jean II de Lichtenberg, évêque de Strasbourg. En 1384, Frédéric de Blankenheim, évêque de Strasbourg, obtient de Venceslas de Luxembourg la reconnaissance du titre de landgrave, en tant que fief, par une investiture,. Robert de Palatinat-Simmern, successeur de Frédéric, inclut le titre de landgrave dans sa titulature,.
Dès la fin du XIVe siècle, le landgraviat de Basse-Alsace ne comprend que deux droits honorifiques : celui d'investir les vassaux et celui de convoquer, et de présider les états (Langtage) de Basse-Alsace (unterelsässiche Landtage).
À la suite des traités de Westphalie de 1648, le royaume de France annexe la Haute-Alsace et obtient des droits sur la Basse-Alsace qui est rattachée au territoire français et à la province d'Alsace en 1680. Sous l'autorité du Roi de France, les princes-évêques conservent le titre de landgrave jusqu’à la Révolution française et la création du département du Bas-Rhin en 1790.